# Tanganica (território)

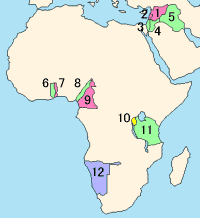
Mandatos da Liga das Nações no Oriente Médio e na África, com o n. 11 representando Tanganica

O Território de Tanganica ou de Tanganhica (em inglês: Tanganyika) foi um território administrado pelo Reino Unido de 1916 até 1961. O Reino Unido inicialmente administrou o território como uma potência ocupante com a Marinha Real Britânica e a infantaria britânica indiana tomando o território dos alemães em 1916. A partir de 20 de julho de 1922, a administração britânica em Tanganica foi formalizada pelos britânicos após ser criado um Mandato da Liga das Nações. A partir de 1946, foi administrado pelo Reino Unido como um território sob tutela das Nações Unidas.
Em 1961, Tanganica ganhou sua independência do Reino Unido como Tanganica, um reino da Commonwealth. Tornou-se uma república um ano depois, mas permaneceu na Comunidade das Nações. Tanganica agora faz parte do estado moderno da Tanzânia (a porção continental do país).

## História
Contatos comerciais entre os árabes e a costa do leste da África existem desde o século I, e existem indícios de contato com a Índia. A maior parte dos postos comerciais na costa eram árabes, e a relação entre os árabes e os seus vizinhos africanos eram amigáveis. Com a chegada dos portugueses, no final do século XV, a presença árabe foi abalada, mas os portugueses não tentaram penetrar no interior. No início do século XVIII, os portugueses perderam sua base ao norte do Rio Ruvuma, graças a uma aliança entre os árabes da costa e o governante de Mascate, da península arábica. Esta ligação permaneceu tênue até que os franceses, interessados no tráfico de escravos na antiga cidade de Quíloa, na costa de Tanganica, reiniciaram o tráfico, em 1776. A presença francesa atraiu a atenção do sultão de Mascate nas possibilidades comerciais da costa leste africana, e um novo governante Omani foi indicado para Quíloa. Na maior parte do tempo, os escravos vinham do interior de Quíloa, até que, no século XIX, a maior parte do contato entre a costa e o interior vinham de caravanas que vinham do interior.
Na sua procura por escravos, mercadores árabes penetraram cada vez mais no interior, principalmente na região ao sudeste do Lago Nyasa. Mais ao norte, dois mercadores indianos seguiram a rota de comércio das tribos e chegaram ao país dos Nyamwezi, por volta de 1825. Por esta rota, o marfim tornou-se tão atrativo quanto os escravos, e Saíde ibne Sultão, após transferir a capital de Mascate para Zanzibar, deu vários incentivos aos árabes para buscarem estas possibilidades comerciais. A partir do território de Nyamwezi, os árabes tentaram controlar o Lago Tanganica no início da década de 1840. Kazé (a atual Tabora), Ujiji e o lago Tanganica se tornaram importantes centros comerciais, e vários árabes passaram a habitar nestas regiões. Eles não anexaram estes territórios, mas constantemente expulsavam chefes tribais hostis. Mirambo, um chefe africano que formou um império local no oeste de Tabora nas décadas de 1860 e 1870, conseguia bloquear as rotas árabes quando eles não pagavam o tributo. Seu império, porém, era pessoal, e entrou em colapso com sua morte, em 1884.
Os primeiros europeus que se interessaram por Tanganica no século XIX foram os missionários da Church Missionary Society, Johann Ludwig Krapf e Johannes Rebmann que, no final dos anos 1840, alcançaram o Quilimanjaro. Foi outro missionário, Jakob Erhardt, que, através de um mapa que mostrava um grande lago interior, estimulou o interesse dos exploradores europeus Richard Burton e John Hanning Speke. Eles viajaram de Bagamoio ao Lago Tanganica em 1857-58, e Speke também viu o Lago Vitória. Foi feita uma segunda expedição de Speke, acompanhado por J. A. Grant, para justificar a afirmação de Speke de que o Rio Nilo nascia no Lago Vitória. A estas explorações geográficas seguiu-se a expedição de David Livingstone, que, em 1866, partiu do Lago Nyasa. O objetivo de Livingstone era mostrar os horrores do tráfico negreiro, e, ao abrir rotas comerciais legítimas com o interior, matar o tráfico em suas raízes. À expedição de Livingstone seguiram-se as expedições de H. M. Stanley e V. L. Cameron. Estimuladas pelo exemplo de Livingstone, várias sociedades missionárias passaram a se interessar pelo leste da África após 1860.